# Adolf Reinach
 (janvier 2024).
Si vous disposez d'ouvrages ou d'articles de référence ou si vous connaissez des sites web de qualité traitant du thème abordé ici, merci de compléter l'article en donnant les références utiles à sa vérifiabilité et en les liant à la section « Notes et références ».
Adolf Reinach (né le 23 décembre 1883 à Mayence et mort le 16 novembre 1917 près de Dixmude, Belgique) est un philosophe allemand, phénoménologue et philosophe du droit.

## Biographie
Reinach fait des études supérieures de psychologie et de philosophie à l'université de Munich, notamment auprès de Theodor Lipps, grâce auquel il rencontre également Moritz Geiger et Otto Selz. À partir de 1903, il découvre les œuvres d'Edmund Husserl, dont l'influence sera décisive pour sa carrière. Ainsi, après avoir obtenu son doctorat en 1904 sous la direction de Lipps, il décide d'aller passer un semestre à l'université de Göttingen pour étudier avec Husserl.
Pendant l'année universitaire 1906-1907, il se rend à Tübingen, où il étudie avec le théoricien du droit Ernst Beling et, grâce au  soutien de Husserl, il achève son habilitation à Göttingen en 1909.
En 1912, il fonde avec Moritz Geiger et Alexander Pfander l'« Annuaire de philosophie et de recherche phénoménologique », dont Husserl est l'éditeur.
Adolf Reinach épousa la physicienne Anna Stettenheimer le 14 septembre 1912 à Mayence. Avec elle, il fut baptisé dans l'église protestante de Göttingen en 1916.
En plus de ses travaux en phénoménologie et en philosophie générale, Reinach a développé, bien avant Austin, une théorie des actes de langage, en prolongeant les travaux de Husserl sur l'analyse du sens dans les Recherches logiques et les critiques de Johannes Daubert (de) à ce sujet. Son ouvrage sur  Les fondements a priori du droit civil fut le premier traitement systématique des actes de langage. Au même moment, Alexander Pfänder (de)effectuait des recherches sur un sujet similaire.

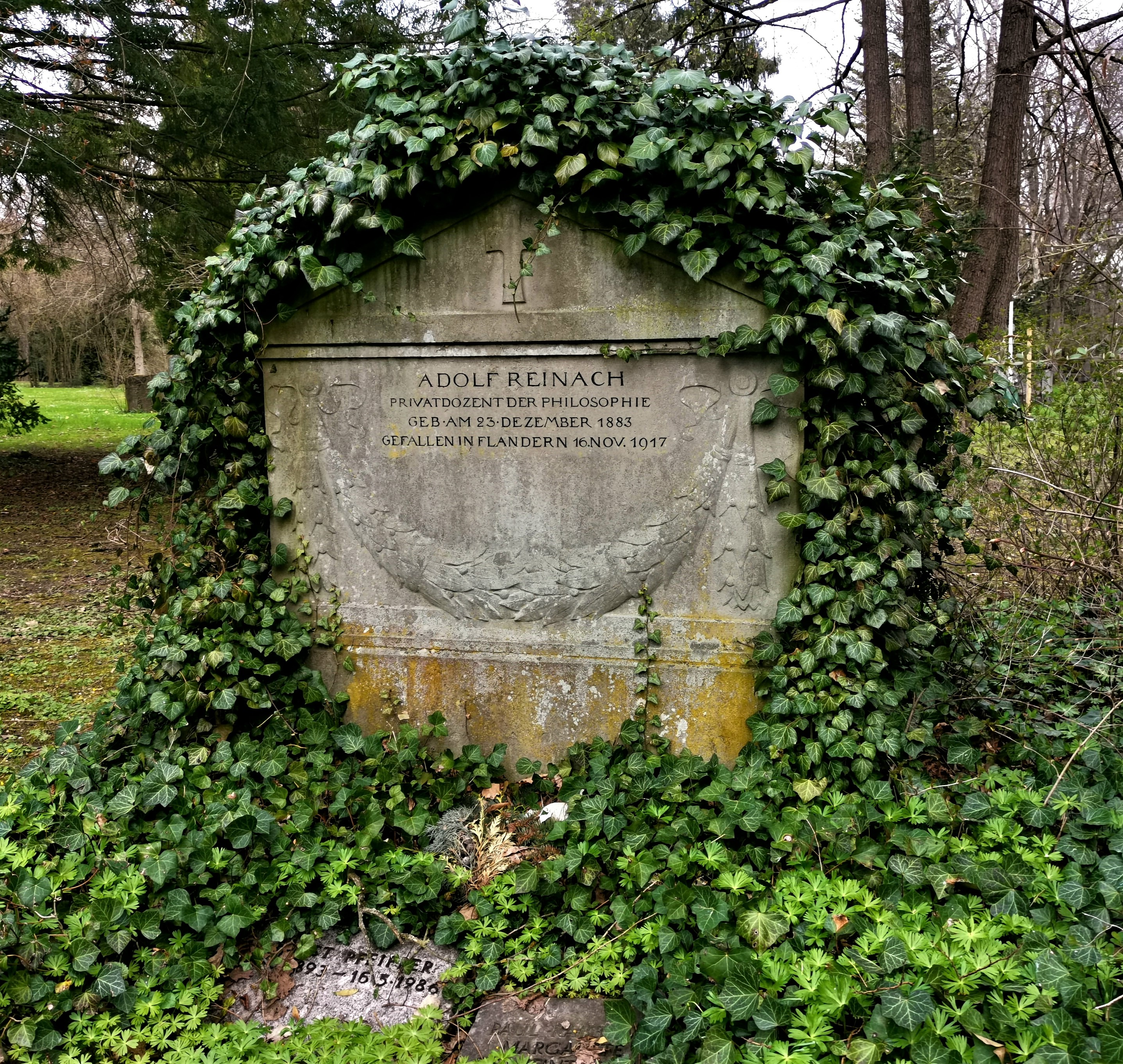
Pierre tombale d'Adolf Reinach au cimetière municipal de Göttingen

Au début de la Première Guerre mondiale, Reinach s'engage dans l'armée comme volontaire pour un an et il est tué le 16 novembre 1917, près de Dixmude (Belgique).

## Postérité
Reinach a eu une influence notable sur de jeunes phénoménologues tels que Wilhelm Schapp, Dietrich von Hildebrand, Alexandre Koyré et Edith Stein, alors qu'il a lui-même été principalement influencé par Edmund Husserl mais aussi par Anton Marty et Johannes Daubert.
Il reste associé aux premiers travaux de Husserl, avant le tournant que marque la publication des Ideen I en 1913, et peut être tenu pour l'un des premiers représentants d'une phénoménologie réaliste.

## Publications
- Les fondements a priori du droit civil, trad. Ronan de Calan, Paris, Vrin, 2004
- Phénoménologie réaliste, trad. sous la direction de Dominique Pradelle, Paris, Vrin, 2012. [contient la plupart des essais publiés du vivant de Reinach]

Ses œuvres complètes sont éditées en allemand, sous la direction de Karl Schuhmann (de) : 
- Sämtliche Werke. Textkritische Ausgabe in zwei Bänden, Philosophia-Verlag, München 1989,  (ISBN 3-88405-015-X).